# Казаси у Русији
Казаси у Русији су становници Русије пореклом из Казахстана. Казаси су домороци у Руској Федерацији, десети по величини у броју свих етничких група у земљи. Број Казаса у Руској Федерацији према попису из 2010. године износио је 647.000 људи. Већина руских Казаса живи дуж руско-казахстанске границе. Највеће заједнице живе у Астракхану (149.415), Оренбургу (120.262), Омску (78.303) и Саратовској области (76.007).

## Историја
Након проглашења независности Републике Казахстан, велики број етничких Казаса остао је у Русији, углавном у подручјима која се граниче са Казахстаном.

## Распрострањеност и број Казаса
Казаси су четврта по величини туркијска етничка група у Русији после Татара, Башкира и Чуваша и десета међу свим етничким групама земље.
| 1939    | %    | 1959    | %    | 1970    | %    | 1979    | %    | 1989    | %    | 2002    | %    | 2010    | %    |
| ------- | ---- | ------- | ---- | ------- | ---- | ------- | ---- | ------- | ---- | ------- | ---- | ------- | ---- |
| 356 646 | 0,33 | 382 431 | 0,33 | 477 820 | 0,37 | 518 060 | 0,38 | 635 865 | 0,43 | 653 962 | 0,45 | 647 732 | 0,45 |

Број Казаса у Руској Федерацији према попису из 2010. године износио је 647.000.000 људи, док је број мушкараца и жена приближно исти. Казаси чине 0,45% укупног становништва земље. у руралним областима живи 63,12% Казаса (Руса 23,16%). Према попису из 2002. године, може се закључити да је казашко становништво Русије релативно младо - просечна старост је 30,2 година (за поређење, руско — 37,6 година, чеченско — 22,8 година). У руралним подручјима међу Казасима готово да нема мешаних бракова са другим народима, док док у градовима постоји значајан број међуетничких бракова.
Према попису из 2002. године, 72% Казаса у Русији прича казашки језик, у руралним областима више од 90%, а у градовима у мањини. Скоро сви Казаси (98,3%) говоре руски језик, пошто само мањина руских Казаса живи у регионима у којима они чине већину становништва, а такође зато што је руски матерњи језик, чак и у оним областима у којима Казаси чини апсолутну већину становништва.
Први заменик Светске асоцијације Казахстанаца, Калдарбек Наиманбаев 2003. године тврдио да је било више од милион етничких Казахстанаца који живе у Русији и њихов главни проблем је био недовољно или готово потпуно незнање њиховог матерњег језика.

## Миграција
Према Агенцији Републике Казахстан за статистику у 2008. години, више од 2.000 етничких Казаса напустило је земљу, док се више од 7.000 етничких Казаса вратило у земљу. Постоји одлив казахстинских стручњака из руских градова у Алмата и Астану (у паду од 2006. године према Државном статистичком одбору Руске Федерације).

## Расподела Казаса по региона Русије
| Расподела Казаса по региона Русије 2010. године |                   |                          |                           |
| Регион                                          | Број становништва | Удео свих руских Казаса% | Процентуално по региону % |
| Астраханска област                              | 149.415           | 23,07                    | 14,79                     |
| Оренбуршка област                               | 120.262           | 18,57                    | 5,91                      |
| Омска област                                    | 78.303            | 12,09                    | 3,96                      |
| Саратовска област                               | 76.007            | 11,73                    | 3,01                      |
| Волгоградска област                             | 46.223            | 7,13                     | 1,77                      |
| Чељабинска област                               | 35.297            | 5,45                     | 1,01                      |
| Тјуменска област                                | 19.146            | 2,95                     | 0,56                      |
| Самарска област                                 | 15.602            | 2,41                     | 0,48                      |
| Република Алтај                                 | 12.524            | 1,93                     | 6,07                      |
| Курганска област                                | 11.939            | 1,84                     | 1,31                      |
| Новосибирска област                             | 10.705            | 1,65                     | 0,40                      |
| Москва                                          | 9.393             | 1,45                     | 0,08                      |
| Алтајска Покрајина                              | 7.979             | 1,23                     | 0,33                      |
| Калмикија                                       | 4.948             | 0,76                     | 1,7                       |
| Свердловска област                              | 4.406             | 0,68                     | 0,10                      |
| Хантија-Мансија                                 | 4.382             | 0,67                     | 0,28                      |
| Башкортостан                                    | 4.373             | 0,67                     | 0,11                      |
| Московска област                                | 3.507             | 0,54                     | 0,05                      |
| Санкт Петербург                                 | 3.349             | 0,52                     | 0,07                      |
| Ростовска област                                | 3.046             | 0,47                     | 0,07                      |
| Краснојарска Покрајина                          | 1.970             | 0,3                      | 0,07                      |
| Ставропољска Покрајина                          | 1.861             | 0,28                     | 0,07                      |
| Татарстан                                       | 1.758             | 0,27                     | 0,05                      |
| Томска област                                   | 1.705             | 0,26                     | 0,16                      |
| Кемеровска област                               | 1.701             | 0,26                     | 0,06                      |
| Краснодарска Покрајина                          | 1.616             | 0,25                     | 0,03                      |
| Јамалија                                        | 1.532             | 0,23                     | 0,29                      |
| Јакутија                                        | 1.338             | 0,21                     | 0,14                      |
| Приморска Покрајина                             | 1.235             | 0,19                     | 0,63                      |
| Региони са популацијом мањом од 1000 људи       | 12.210            | 1,88                     | -                         |
| Укупно                                          | 647732            | 100,00                   | 0,45                      |